# Johann Georg Melchior Schmittner
Johann Georg Melchior Schmittner (* 1625 in Augsburg; † 1705 ebenda) war ein schwäbischer Kirchenmaler des Barock. 

## Leben und Wirken

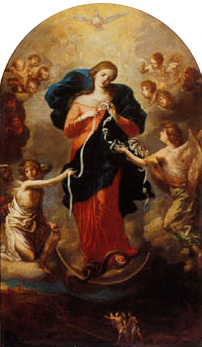
Maria Knotenlöserin

Johann Georg Melchior Schmittner war ein Schüler von Johann Heinrich Schönfeld. Er verbrachte 15 Jahre in Italien. Schmittner schuf Zeichnungen sowie Altarbilder, hauptsächlich für schwäbische Kirchen. Er war dafür bekannt, Altarbilder vor allem in der Nähe seines Wohnorts Augsburg anzufertigen. 
Sein bekanntestes Gemälde ist das von Hieronymus Ambrosius Langenmantel (1641–1718) für seinen Familienaltar gestiftete Gnadenbild Maria Knotenlöserin in Augsburg.

## Werke
- 1685: Die Sieben Geschenke des Heiligen Geistes (Augsburg, Schaezlerpalais)
- 1685: Kreuzabnahme Christi (Hauptaltarbild von St. Wolfgang in Mickhausen)
- 1687: Maria Knotenlöserin (Augsburg, St. Peter am Perlach)
- 1690: Aufnahme des heiligen Martins in den Himmel (Hauptaltarbild von St. Martin in Lamerdingen)
- 1697: Heilige Familie und Johannes der Täufer (Hochaltarbild in St. Johann Baptist in Asch)